# Am Spittelteich 14 (Gernrode)

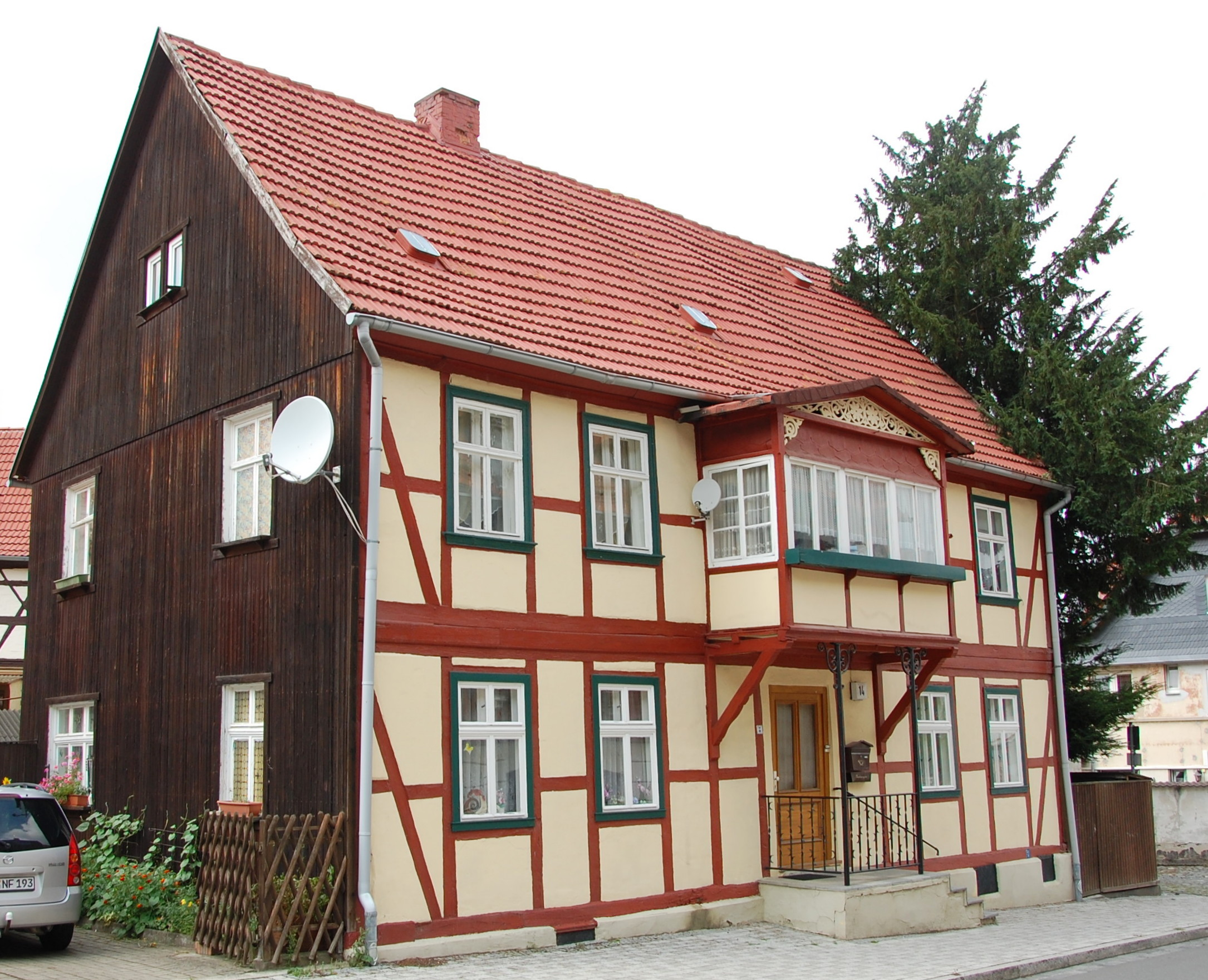
Haus Am Spittelteich 14

Das Haus Am Spittelteich 14 ist ein denkmalgeschütztes Gebäude im zur Stadt Quedlinburg in Sachsen-Anhalt gehörenden Ortsteil Stadt Gernrode.

## Lage
Es befindet sich im südlichen Teil des historischen Ortskern Gernrodes und ist im örtlichen Denkmalverzeichnis als Wohnhaus eingetragen.

## Architektur und Geschichte
Das zweigeschossige Fachwerkhaus entstand nach einer Inschrift im Jahr 1818 durch Friedrich Reichenberg. Mittig vor dem Obergeschoss befindet sich eine Balkonloggia im Stil des Klassizismus.
Auf dem Hof befindet sich ein Ende des 18. Jahrhunderts gebautes weiteres Fachwerkhaus. Es wird als Badehaus bezeichnet.